# Laura Adams Armerová

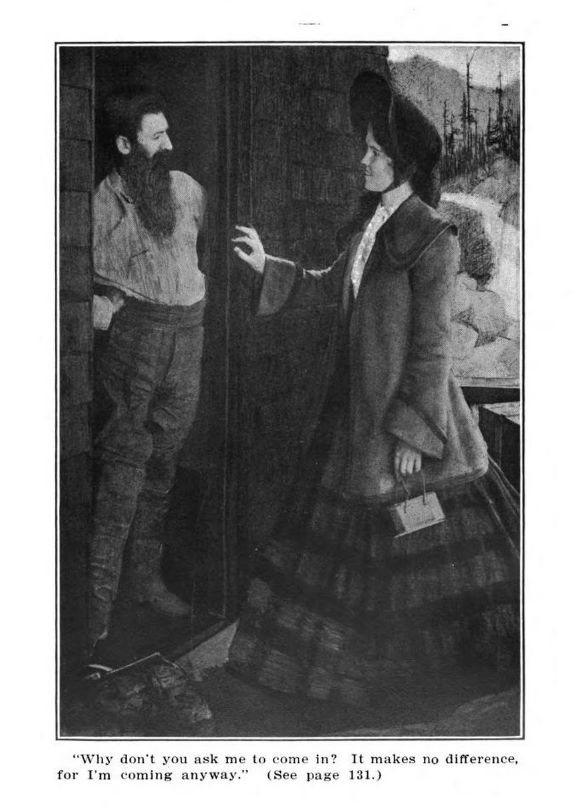
Ilustrace z Leaves from an Argonaut's note book, 1905

Laura Adams Armerová (nepřechýleně Armer; 12. ledna 1874 – 16. března 1963) byla americká umělkyně a spisovatelka. V roce 1932 získal její román Waterless Mountain medaili Newbery. Byla také průkopnickou fotografkou v oblasti San Francisco Bay Area. Společně s fotografkami Emily Pitchfordovovou a Adelaidou Hanscomovou Leesonovou se řadí mezi piktorialistky.

## Životopis
Laura May Adams se narodila v Sacramentu v Kalifornii a se svou rodinou se přestěhovala do San Franciska před rokem 1880. Její otec byl tesař a matka švadlena. V roce 1893 začala slečna Adamsová studovat umění na Kalifornské škole designu na Mark Hopkins Institute a v roce 1899 odešla, aby si otevřela vlastní fotografické studio. Získala rychlý úspěch jako portrétní fotografka, publikovala své teorie fotografických kompozičních studií a s velkým ohlasem vystavovala v: San Francisco Sketch Club (1900); Kalifornský státní veletrh (1901–02); New York Camera Club (1901); Fotografické salony v San Francisku (1901 – druhá cena; 1902–03); Bratrství Starr King v Oaklandu (1902); a San Francisco Art Association (1903). V únoru 1902 prodala své studio fotografce z Berkeley Adelaide Hanscomové a odcestovala na jihozápad se svou snoubenkou Sidney Armerovou.
Pár se vzal v červenci a v roce 1903 se přestěhoval do Berkeley, kde se jim narodil syn Austin. Tempo jejích výstav se zrychlilo díky uvedení tisků s návrhů knižních desek, které Anne Brigman označila jako „vynikající“, a příspěvků do Amerických fotografických salónů v New Yorku a Washingtonu DC. V říjnu 1905 se vrátila z cesty na Tahiti a krátce nato zemřela její dcera. Vyšla z krátké dovolené na konci roku 1906 a stala se aktivní vystavující členkou umělecké kolonie Berkeley. Vystavovala také na poloostrově Monterey a na dovolené na Karmelu s Annou Brigmanovou. Laura získala stříbrnou medaili na výstavě Aljaška – Yukon – Pacifik v Seattlu v roce 1909 a začala experimentovat s barevnou fotografií ve svém oblíbeném studiu v Berkeley.
Zlom v její kariéře nastal v letech 1919–20, kdy začala systematicky dokumentovat domorodce kmenů Hopi a Navajo z jihozápadu, což vyústilo v četné publikace o jejich společnostech, umění (zejména pískové malby) a folklóru, stejně jako stovky fotografií a film The Mountain Chant (1928).

## Výstavy
Autorčiny fotografie čínské čtvrti v San Francisku (asi 1900) jsou ve sbírce Kalifornské historické společnosti v San Francisku. Její fotografie amerického jihozápadu jsou v Muzeu antropologie Phoebe A. Hearsta v Berkeley a v Wheelwrightově muzeu indiánů v Santa Fe v Novém Mexiku.

## Publikovaná díla
- ARMER, Laura Adams. Waterless Mountain. [s.l.]: Longmans, Green, 1931. Dostupné online.
- ARMER, Laura Adams. Dark Circle of Branches. [s.l.]: Longman, Green, 1933. Dostupné online.
- ARMER, Laura Adams. In Navajo Land. [s.l.]: D. McKay Company, 1962. Dostupné online.
- ARMER, Laura Adams. Southwest. [s.l.]: Longmans, Green and Co., 1935. Dostupné online.
- ARMER, Laura Adams. The trader's children. [s.l.]: Longmans, Green and co., 1937. Dostupné online.
- ARMER, Laura Adams. Farthest West... Illustrated by Sidney Armer. [s.l.]: Longmans, Green & Co., 1938. Dostupné online.
- ARMER, Laura Adams. The Forest Pool. [s.l.]: Longmans, Green & Co., 1938.

## Galerie

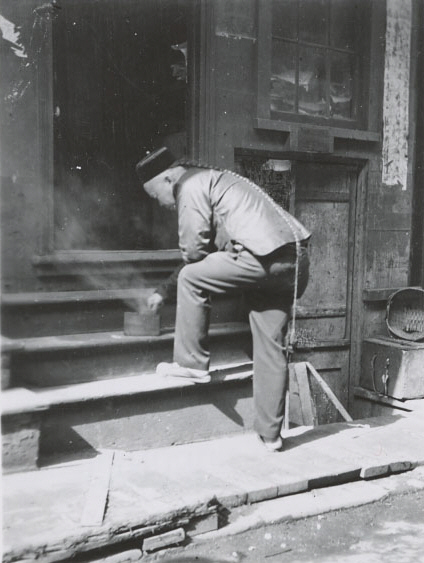
Starší Číňan s Mandžuským copem, Čínská čtvrť
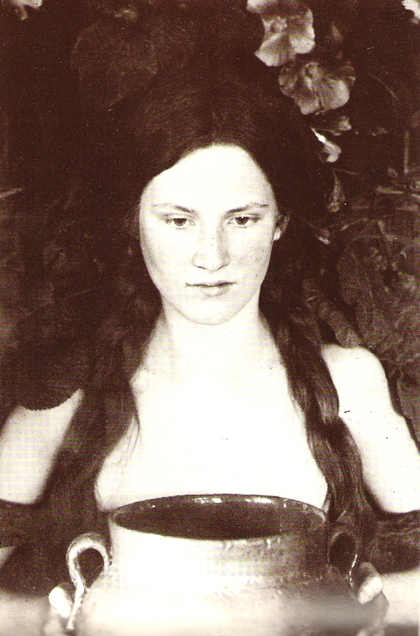
Elsie Whitaker
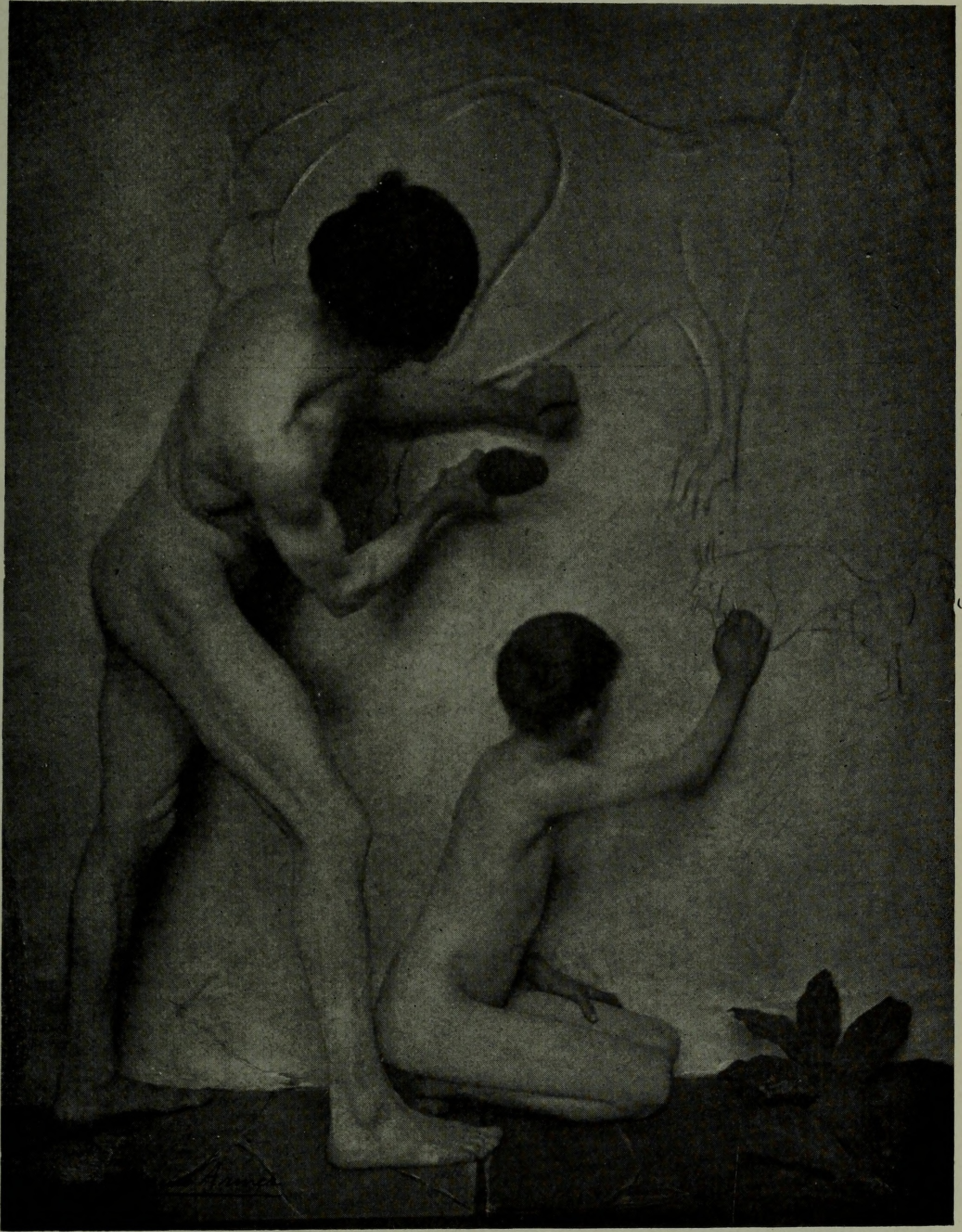
The American annual of photography (1919)